# 韓璒
韓璒（15世紀—16世紀），字廷佩，號西溪，北直隸保定府安州高陽縣人，明朝政治人物。

## 生平
韓璒是弘治十一年（1498年）戊午科舉人，正德九年（1514年）成甲戌科進士，獲授戶部主事，嘉靖二年（1523年）自戶部員外郎陞山東按察司僉事分巡遼東，妖人李貞剽掠山海關，殺害守關兵部主事王冕，監察御史王正宗尋獲李得貞私冊，載有通款姓名，他對王正宗曰：「一旦閱籍，就是把籍中人給與賊人。」並焚燒簿籍，因此對方黨散去，李貞被擒。
之後韓璒得擢為陝西按察司副使整飭洮岷道，因避免毀謗辭官回鄉，十一年（1532年）以原官調任四川按察司副使整飭威茂道，威茂在深山中，疊、溪、萬、松、番五寨賊人據山險作亂，前人多建議姑息招撫，費用繁重而眾人日益驕縱，他到任後力主剿滅，和總兵何卿聯合後連戰皆捷，賊人退守險境使軍隊疲於奔命，他環視敵方巢穴後找到小路，率眾以鐵錐插在石縫攀援而上，晚上突襲其寨邊斬邊焚後五寨都平定，贓物絲毫無取盡歸朝廷，十三年（1534年）擢任湖廣左參政，不久致仕回家。他為官三十年沒有多餘財產，以父親俸祿簿不多終身不穿華麗衣服，其子韓博是嘉靖十九年舉人，任文登知縣，有文學名聲。

## 引用
1. 1 2  雍正《高陽縣志·卷四》：韓璒 字廷佩，號西溪，正德甲戌進士，授戶部主事屢督運餉，出納稱平，歷陞山東按察司僉事分巡遼左，妖人李貞掠山海，殺守關主事王冕，時御史王正宗得貞私籍，皆通逆姓名，璒因謂正宗曰：「一閱籍，是以籍中人予賊也。」對眾焚之，其黨鳥獸散，乃擒貞。擢陝西按察司副使整飭洮岷，以避謗歸，尋以原官整飭威茂，威茂在萬山中，由疊溪萬松番五寨蠻賊據山險為亂，先是多姑息議撫，費繁而眾益驕，璒至獨主剿，與總兵何卿議合，累戰皆捷，賊退據險絕以老我師，璒周視巢穴得便道，率眾以鐵錐插石隙攀援而上，夜襲其寨，眾驚謂天兵也，且斬且焚五寨悉平，賊貲億萬毫無取，盡解朝廷，擢湖廣左參政致仕歸。璒居官三十年無長物，以父不及三釜終身不御羅綺，其子博以鄉薦知文登，有文學。
2. ↑  雍正《高陽縣志·卷三》：進士……明……正德 韓璒 字廷佩，甲戌，由戶部主事歷湖廣左參政，崇祀鄉賢，有傳……舉人……明……（弘）治……韓璒 戊午，見進士
3. ↑  《明世宗肅皇帝實錄·卷二十九》：（嘉靖二年七月）甲申陞福建布政司右參議徐文溥為廣東按察司副使，戶部員外郎韓璒山東按察司僉事。
4. ↑  《明世宗肅皇帝實錄·卷一百三十七》：（嘉靖十一年四月戊戌）調陝西按察司副使韓璒于四川。
5. ↑  《明世宗肅皇帝實錄·卷一百六十七》：（嘉靖十三年九月丁丑）陞……四川按察司副使韓璒為湖廣布政司左參政……